# Gooik-Geraardsbergen-Gooik 2016
La 6e édition de Gooik-Geraardsbergen-Gooik a eu lieu le 29 mai 2016. La course fait partie du calendrier international féminin UCI 2016 en catégorie 1.1. L'épreuve est remportée par l'Australienne Gracie Elvin.

## Récit de la course
Une échappée se forme en début de course. Elle est constituée de deux coureuses très puissances en : Emma Johansson et Annemiek van Vleuten. Leur avance atteint une minute trente. Elles sont néanmoins reprises dans les derniers kilomètres. Au sprint, Gracie Elvin s'impose devant Lotte Kopecky et Elise Delzenne, toutes deux de la formation Lotto Soudal.

## Classements

### Classement final
| \| Classement général \| Classement général \| Classement général \| Classement général \| Classement général \| \| Coureuse \| Coureuse \| Pays \| Équipe \| Temps \| \| ------------------ \| --------------------- \| ------------------ \| ------------------- \| ------------------ \| \| 1re \| Gracie Elvin \| Australie \| Orica-AIS \| 3 h 33 min 15 s \| \| 2e \| Lotte Kopecky \| Belgique \| Lotto Soudal Ladies \| + 0 s \| \| 3e \| Élise Delzenne \| France \| Lotto Soudal Ladies \| + 0 s \| \| 4e \| Sarah Roy \| Australie \| Orica-AIS \| + 0 s \| \| 5e \| Chantal Blaak \| Pays-Bas \| Boels Dolmans \| + 0 s \| \| 6e \| Rasa Leleivytė \| Lituanie \| Lituanie \| + 0 s \| \| 7e \| Amy Pieters \| Pays-Bas \| Wiggle High5 \| + 0 s \| \| 8e \| Floortje Mackaij \| Pays-Bas \| Liv-Plantur \| + 0 s \| \| 9e \| Cecilie Uttrup Ludwig \| Danemark \| BMS BIRN \| + 0 s \| \| 10e \| Daiva Tušlaitė \| Lituanie \| Inpa-Bianchi \| + 0 s \| |                       |           |                     |                 |
| |                       |           |                     |                 |
| Source : Cycling Quotient |                       |           |                     |                 |
| Classement général |                       |           |                     |                 |
| Coureuse | Coureuse              | Pays      | Équipe              | Temps           |
| 1re | Gracie Elvin          | Australie | Orica-AIS           | 3 h 33 min 15 s |
| 2e | Lotte Kopecky         | Belgique  | Lotto Soudal Ladies | + 0 s           |
| 3e | Élise Delzenne        | France    | Lotto Soudal Ladies | + 0 s           |
| 4e | Sarah Roy             | Australie | Orica-AIS           | + 0 s           |
| 5e | Chantal Blaak         | Pays-Bas  | Boels Dolmans       | + 0 s           |
| 6e | Rasa Leleivytė        | Lituanie  | Lituanie            | + 0 s           |
| 7e | Amy Pieters           | Pays-Bas  | Wiggle High5        | + 0 s           |
| 8e | Floortje Mackaij      | Pays-Bas  | Liv-Plantur         | + 0 s           |
| 9e | Cecilie Uttrup Ludwig | Danemark  | BMS BIRN            | + 0 s           |
| 10e | Daiva Tušlaitė        | Lituanie  | Inpa-Bianchi        | + 0 s           |

### Points UCI
| Position           | 1er | 2e | 3e | 4e | 5e | 6e | 7e | 8e | 9e | 10e | 11e | 12e | 13e | 14e | 15e | 16e | 17e | 18e |
| Classement général | 80  | 60 | 45 | 35 | 30 | 25 | 21 | 18 | 15 | 12  | 10  | 8   | 6   | 5   | 4   | 3   | 2   | 1   |